# さくらはづき
さくら はづきは、日本の女性声優。主にアダルトゲームに声をあてている。

## 出演
太字はメインキャラクター。

### アダルトゲーム
2007年
- ドラクリウス（水野可南子）

2008年
- ウィザーズクライマー（ルーン・ウィレアトロ）
- こんぼく麻雀 〜こんな麻雀があったら僕はロン!〜（瀬戸内みかん）
- つよきす2学期（橘瀬麗武）
- ほしうた（2008年 - 2009年、広瀬小梅）- 2作品

2009年
- きっと、澄みわたる朝色よりも、（樫春告）
- 絶対★魔王〜ボクの胸キュン学園サーガ〜（カグヤ・サカムビット）
- W.L.O.世界恋愛機構（姫里紗枝）
- 夏ノ雨（瀬川理香子）
- Nega 0（守沢いちよ）
- BALDR SKY（水無月空）
- ひだまりバスケット（古泉繭）

2010年
- 暁の護衛〜罪深き終末論〜（宮川清美）
- うたてめぐり（鏑木椎）
- se・きらら（藤巻安子）
- のーぱんつ!!（伊佐木千渟）
- メルクリア 〜水の都に恋の花束を〜（エルネスティア＝マドリー）
- もっと 姉、ちゃんとしようよっ!（橘瀬麗武）
- 制服楽園EXTEND（本橋夏菜）※同人ゲーム

2011年
- 太陽のプロミア（エノセラ＝フォン＝クロイツェル、インフェルトン）
- つよきす3学期（橘瀬麗武）
- ワルキューレロマンツェ 少女騎士物語（龍造寺茜）

2012年
- 太陽のプロミア Flowering Days（記憶喪失の少女）
- ウィッチズガーデン（羽多野莉々子）

2013年
- LOVELY×CATION2（出水和琴）
- ワルキューレロマンツェ More&More（龍造寺茜）

2019年
- 和香様の座する世界（和香）
- 僕の未来は、恋と課金と。～Charge To The Future～（綿谷梓）

2021年
- 海と雪のシアンブルー（空木群青）

### 一般向ゲーム
- 吸血奇譚 ムーンタイズ（水野可南子）
- つよきす2学期 -Swift Love-（2009年、橘瀬麗武）
- つよきす2学期 -Portable-（2010年、橘瀬麗武）
- W.L.O.世界恋愛機構（2010年、姫里紗枝）※Xbox 360版
- 暁の護衛 トリニティ（2012年、宮川清美[9]）
- LOVELY×CATION 1&2（2015年、出水和琴）

## ディスコグラフィ

### キャラクターソング
| 発売日        | 商品名                                                                 | 歌                           | 楽曲           | 備考                                                   |
| ------------- | ---------------------------------------------------------------------- | ---------------------------- | -------------- | ------------------------------------------------------ |
| 2012年8月22日 | ウィッチズガーデン キャラクターソング Vol.3 羽多野莉々子「舞い風乙女」 | 羽多野莉々子（さくらはづき） | 「舞い風乙女」 | PCゲーム『ウィッチズガーデン』莉々子エンディングテーマ |